# Capillaria parusi
Tridentocapillaria parusi
Espèce
Synonymes
- Tridentocapillaria parusi (Wakelin, Schmidt & Kuntz, 1970)

Capillaria parusi est une espèce de nématodes de la famille des Capillariidae, parasitant le système digestif d'oiseaux.

## Hôtes
Capillaria parusi est un parasite intestinal d'oiseaux. Il a été trouvé chez la sous-espèce sinensis de la Sittelle torchepot (Sitta europaea),, et chez la sous-espèce insperatus de la Mésange montagnarde (Parus monticolus),.

## Répartition
Capillaria parusi a été originellement décrit d'oiseaux provenant de Taïwan.

## Taxinomie
L'espèce est décrite en 1970 sous le protonyme Capillaria parusi. En 1990, Vlastimil Baruš et Tamara Petrovna Sergejeva placent cette espèce sans le genre Tridentocapillaria, considéré comme sous-genre de Capillaria par le parasitologiste tchèque František Moravec dans sa monographie de 2001 sur les nématodes de la super-famille des Trichinelloidea parasitant les animaux à sang froid.